# Ryō Hagiwara
Ryō Hagiwara (萩原遼, Hagiwara Ryō), né le 3 septembre 1910 à Osaka et mort le 3 avril 1976 à Tokyo, est un réalisateur et scénariste japonais.

## Biographie
Ryō Hagiwara a réalisé près de cent films entre 1936 et 1970.

## Filmographie partielle

### Assistant réalisateur
- 1935 : Le Pot d'un million de ryō (丹下左膳余話 百萬両の壺, Tange Sazen yowa : Hyakuman-ryō no tsubo?) de Sadao Yamanaka

### Réalisateur
La mention « +scénariste » indique que Ryō Hagiwara est aussi auteur du scénario.
- 1936 : Ochazuke samurai (お茶づけ侍?) +scénariste
- 1939 : Sono zen'ya (その前夜?)

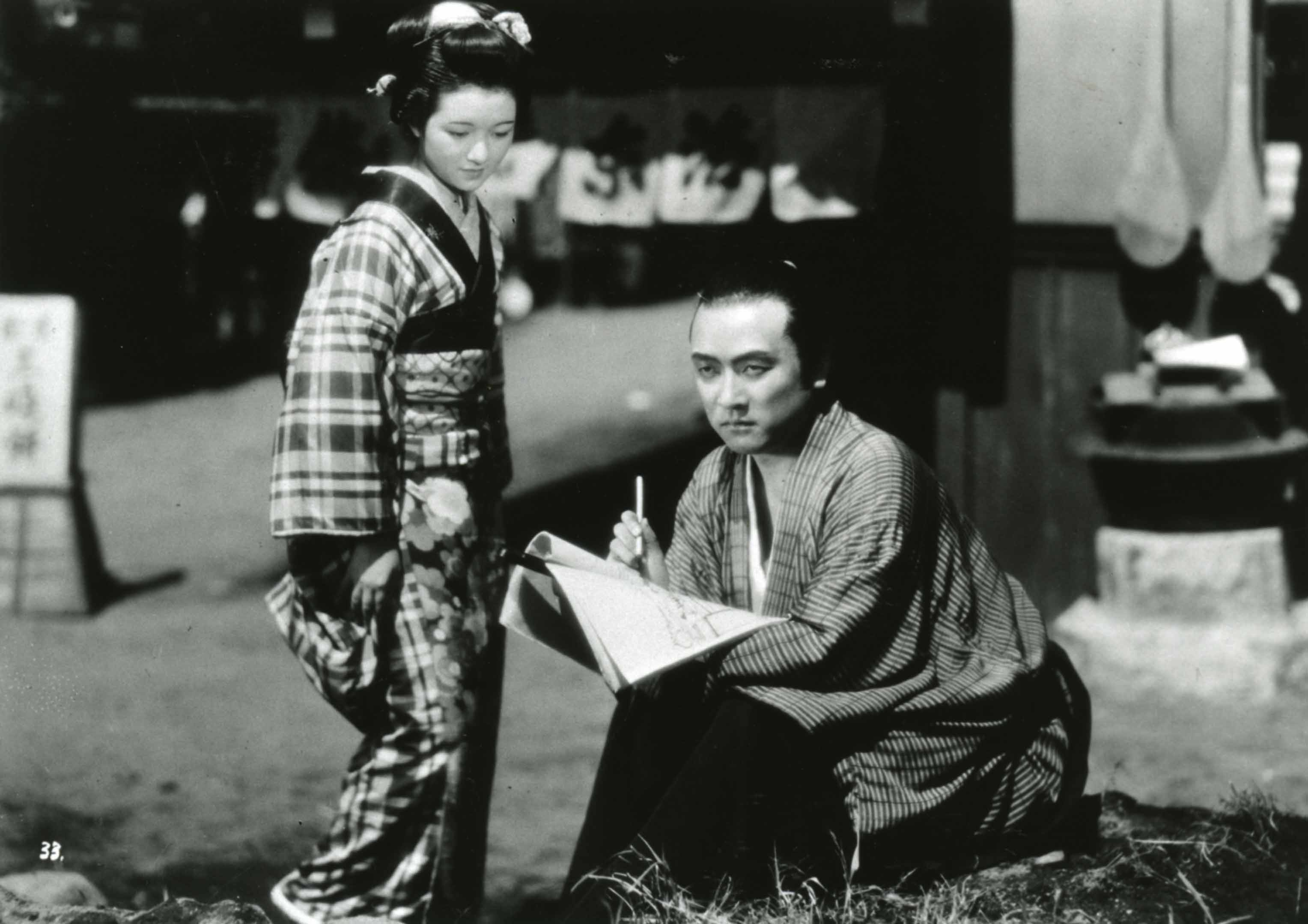
Hideko Takamine et Chōjūrō Kawarasaki dans Sono zen'ya (1939).

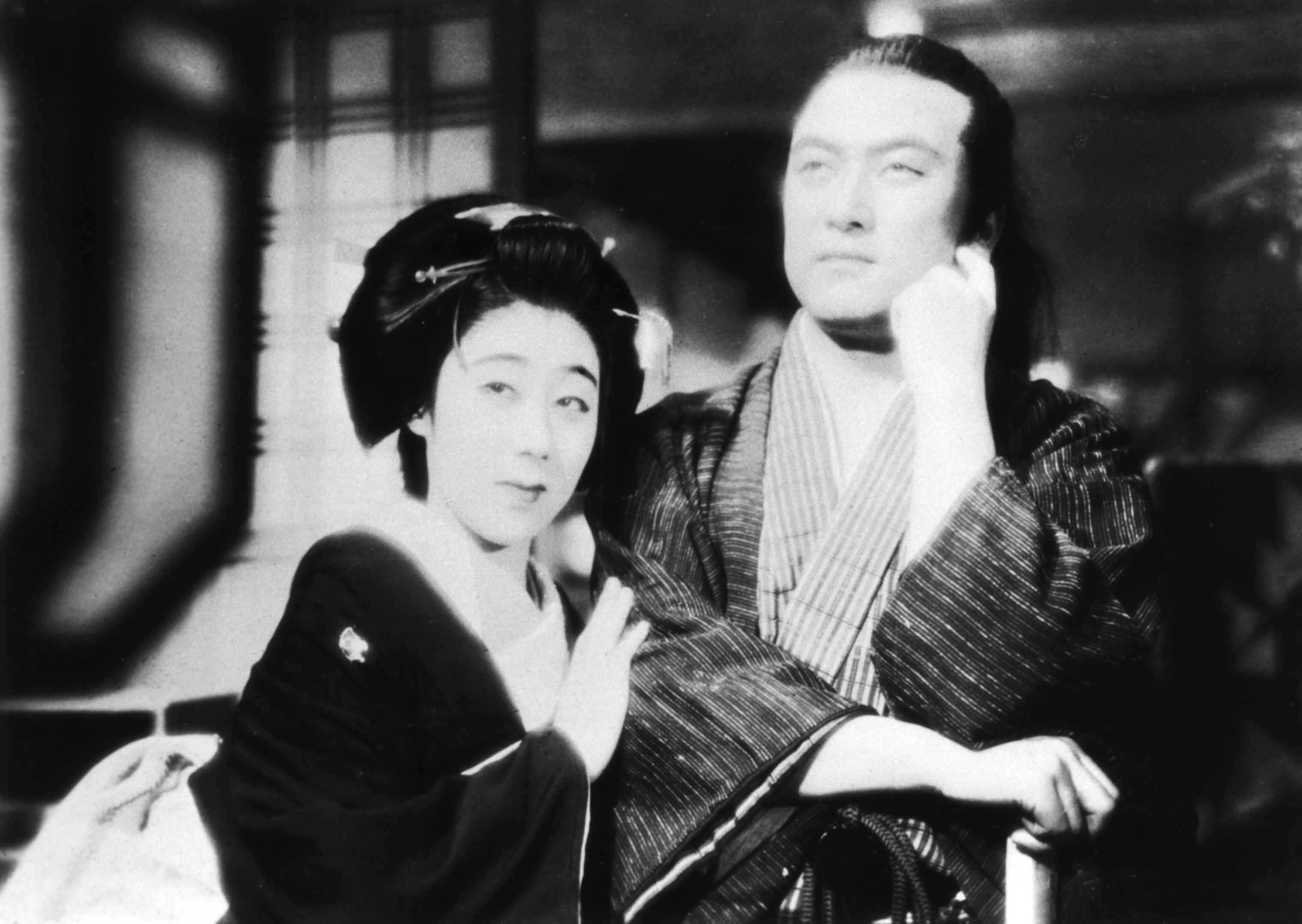
Isuzu Yamada et Chōjūrō Kawarasaki dans Sono zen'ya (1939).

- 1940 : Shinpen Tange Sazen: Koiguruma no maki (新篇 丹下左膳 恋車の巻?)
- 1940 : Arashi ni saku hana (嵐に咲く花?)
- 1940 : Tsuta (蔦?)
- 1942 : Omokage no machi (おもかげの街?)
- 1943 : Meijin chōji bori (名人長次彫?)
- 1944 : Idaten kaidō (韋駄天街道?)
- 1946 : Kiri no yobanashi (霧の夜ばなし?)
- 1947 : Ōedo no oni (大江戸の鬼?)
- 1947 : Koi suru tsuma (恋する妻?)
- 1951 : La Femme brigand et le protecteur (女賊と判官, Nyozoku to hangan?) coréalisé avec Masahiro Makino
- 1953 : Shinsho Taikōki (新書太閤記 流転日吉丸?)
- 1953 : Kurama Tengu: Shippū unmo saka (鞍馬天狗 疾風雲母坂?)
- 1953 : Ayaushi ! Kurama Tengu (危うし！鞍馬天狗?)
- 1953 : Gyakushū ! Kurama Tengu (逆襲！鞍馬天狗?)
- 1954 : Shin shokoku monogatari: Fuefuki dōji 1 (新諸国物語 笛吹童子 第一部どくろの旗?)
- 1954 : Shin shokoku monogatari: Fuefuki dōji 2 (新諸国物語 笛吹童子 第二部幼術の闘争?)
- 1954 : Shin shokoku monogatari: Fuefuki dōji 3 (新諸国物語 笛吹童子 第三部満月城の凱歌?)
- 1954 : Koi shigure: Asama no himatsuri (恋しぐれ 浅間の火祭り?)
- 1954 : Jinsei gekijō bōkyō hen: Sanshū kichi ryōkō (人生劇場望郷篇 三州吉良港?)
- 1959 : Yagyū tabi nikki: Tenchi musō ken (柳生旅日記 天地夢想剣?)
- 1961 : Senryo karasu (千両鴉?)
- 1970 : Yakuza hijōshi: Chi no ketchaku (やくざ非情史 血の決着?)